# 1457
1457 је била проста година.

## Догађаји

### Септембар
- 21. септембар — Основан универзитет Алберт-Лудвиг у Фрајбургу.

## Рођења

### Јануар
- 28. јануар — Хенри VII, краљ Енглеске († 1509)

### Фебруар
- 13. фебруар — Марија од Бургундије, Војвоткиња од Барбантеа, Лимбурга, Лотијера и Луксембурга (1477-1482) и Грофица од Артоа, Бургундије, Фландрије, Еноа, Холандије, Намира, Зеланда и Цутфена († 1482).

### Јун
- 21. септембар — Јадвига Јагилонка (пољ. Jadwiga Jagiellonka), кћерка пољског краља Казимира IV († 1505).

### Новембар
- 16. новембар — Беатрис Напуљска, угарска краљица
- 22. новембар — Јакоб Обрехт, холандски композитор († 1505).

### Децембар
- Википедија:Непознат датум — Јохан Рак, лужичкосрпски теолог и хуманиста († 1520).

## Смрти

### Јануар
- 16. март — Ладислав Хуњади, мађарски државник и војсковођа, најстарији син београдског капетана Јанка Хуњадија (* 1433).

### Август
- 19. август — Андреа дел Кастањо, италијански сликар ренесансе (* 1421).

### Новембар
- 23. новембар — Ладислав V Посмрче, угарски краљ